# 馬奇圭

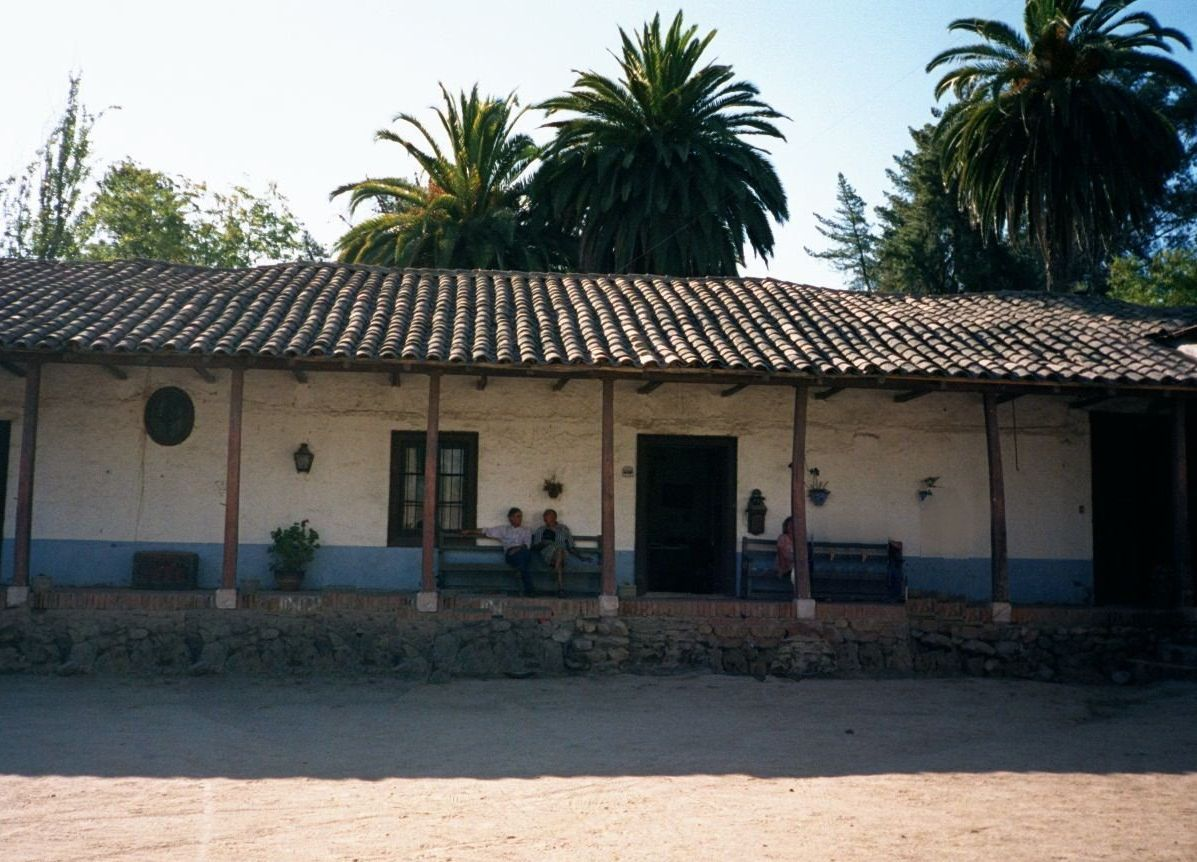

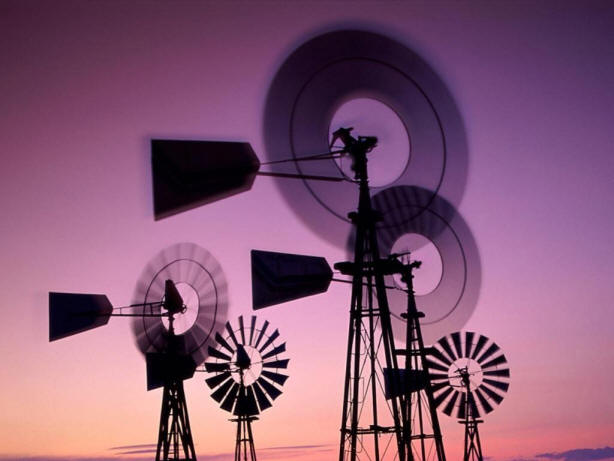

馬奇圭（西班牙語：Marchigüe），是智利的城鎮，位於該國中部奧伊金斯將軍解放者大區的卡德納爾卡羅省，面積659.9平方公里，海拔高度124米，2012年人口6,855人，人口密度每平方公里10人。
34°23′49″S 71°37′10″W / 34.39694°S 71.61944°W